# 宇津保物語考
『宇津保物語考』（うつほものがたり こう）は、江戸時代中・後期の桑原やよ子による『うつほ物語』の研究書。孫にあたる工藤あや子（只野真葛）は本書を『うつぼのとしだて』と記している。

## 概要
平安時代に成立した『うつほ物語』は、『源氏物語』の成立にも影響をあたえた最初の長編小説と称され、また、人間の一生をあらわした物語としては日本最初といわれる。
桑原やよ子は、仙台藩の藩医桑原如璋の妻で『うつほ物語』の紀年（年立）を考察し、その研究は江戸の国学者村田春海にも賞された。
『宇津保物語考』は、安永年間（1772年-1780年）成立とみられ、年立の研究や複雑な人間関係を系図で図示するなど、『うつほ物語』研究史上、重要な研究書である。賀茂真淵の高弟にあたる国文学者村田春海はこれを読んで感心し、人に書き写させて寛政3年（1792年）、巻末に自分の手でその経緯を説明した写本をつくった。この写本は天保年間（1830年-1843年）に「井関隆子日記」で知られる井関隆子によっても書写されており、江戸後期の国学者のあいだでは有名であった。
『宇津保物語考』は今日でも評価が高く、日本古典全集『宇津保物語五』や覆刻日本古典全集『うつぼ物語 4』に収載されている。